# 桜井孝望
桜井 孝望（さくらい たかみ、1991年8月9日 - ）は、日本の俳優。ワーサル所属。広島県出身。

## 出演

### テレビ
2013年
- 「ためしてガッテン」
- 仮面ティーチャー

2015年
- TBS「ヤメゴク〜ヤクザやめて頂きます〜」（9話、浅間組構成員役）
- 日本テレビ HiGH&LOW〜THE STORY OF S.W.O.R.D.〜  九龍組構成員役

2016年
- 日本テレビ HiGH&LOW〜THE STORY OF S.W.O.R.D.〜 Season2（監督：山口雄大） 第8，9話 家村会構成員役

2017年
- テレビ東京 　コードネームミラージュ　Ｋ-13隊員役

### 映画
2012年
- ガーディアンファイター2（監督：玉井雅利）
- Undead Dragon〜死霊遊戯〜（監督：玉井雅利）

2014年
- クローZ（監督：佳本周也）成子坂卓役
- 土竜の唄 潜入捜査官 REIJI」（監督：三池崇史）
- テルマエ・ロマエII（監督：武内英樹）

2015年
- S-最後の警官- 奪還 RECOVERY OF OUR FUTURE（監督：平野俊一）

2016年
- Max the movie（監督：山口雄大）
- HiGH&LOW THE RED RAIN （監督：久保茂昭）家村会構成員役
- 教科書にないッ!　教科書にないッ!2（監督：佐々木詳太） 弘人役

### Vシネマ
2014年
- 「絶縁」（監督：渋谷正一） 金森組組員役

### CM
- モンスターストライク 新春！特別おまけ付き超・獣神祭喧嘩祭り篇
- アクエリアスWEB動画 MOVE YOU.

### MV
2013年
- 仙台貨物 一撃！SHABAZO伝説

2016年
- Kis-My-Ft2 「YES !　I SCREAM」
- ガチボッコ魂 主題歌「BREAK OUT!」（監督：タイム涼介）

### 舞台
2013年
- 「君想ふ、故に我アリ」

2014年
- 「弱漢たち〜新撰組外伝半人前史書〜」 田原来助役

2016年
- スパイラルチャリオッツ「HATTORI半蔵II」 御造さつま役
- 「紙風船」（演出：川﨑初夏） 夫役